# Eredivisie 2012/13/Transfers winter
Dit is een lijst van transfers uit de Nederlandse Eredivisie in de winter in het seizoen 2012/2013. Hierin staan alleen transfers van clubs uit de Eredivisie.
De transferperiode duurde van 1 tot en met 31 januari 2013. Deals mogen op elk moment van het jaar gesloten worden, maar de transfers zelf mogen pas in de transferperiodes plaatsvinden. Transfervrije spelers (spelers zonder club) mogen op elk moment van het jaar gestrikt worden.

## ADO Den Haag

### In
| No. | Naam         | Nationaliteit | Positie    | Vorige club            |
| --- | ------------ | ------------- | ---------- | ---------------------- |
| 2   | Dico Koppers | Nederland     | Verdediger | AFC Ajax, op huurbasis |
| 12  | Santi Kolk   | Nederland     | Aanvaller  | Union Berlin           |

### Uit
| No. | Naam                   | Nationaliteit | Positie      | Volgende club          |
| --- | ---------------------- | ------------- | ------------ | ---------------------- |
| 10  | Jens Toornstra         | Nederland     | Middenvelder | FC Utrecht             |
| -   | Garry Mendes Rodrigues | Nederland     | Middenvelder | Levski Sofia           |
| -   | Kevin Tano             | Nederland     | Middenvelder | FC Dordrecht, verhuurd |

## Ajax

### In
| No. | Naam         | Nationaliteit | Positie      | Vorige club                |
| --- | ------------ | ------------- | ------------ | -------------------------- |
| 11  | Isaac Cuenca | Spanje        | Middenvelder | FC Barcelona, op huurbasis |
| ?   | Dejan Meleg  | Servië        | Middenvelder | FK Vojvodina               |

### Uit
| No. | Naam             | Nationaliteit | Positie      | Volgende club             |
| --- | ---------------- | ------------- | ------------ | ------------------------- |
| 11  | Lorenzo Ebecilio | Nederland     | Aanvaller    | Metalurg Donetsk          |
| 36  | Roly Bonevacia   | Nederland     | Middenvelder | Roda JC, verhuurd         |
| 38  | Sven Nieuwpoort  | Nederland     | Verdediger   | Almere City FC, verhuurd  |
| 41  | Yener Arica      | Turkije       | Middenvelder | Kayserispor               |
| -   | Xandro Schenk    | Nederland     | Verdediger   | Go Ahead Eagles, verhuurd |
| -   | Mats Rits        | België        | Middenvelder | KV Mechelen               |
| -   | Gino van Kessel  | Nederland     | Aanvaller    | Almere City FC, verhuurd  |
| ?   | Eyong Enoh       | Kameroen      | Middenvelder | Fulham (huur)             |
| ?   | Dico Koppers     | Nederland     | Verdediger   | ADO Den Haag (huur)       |

## AZ

### In
| No. | Naam            | Nationaliteit      | Positie      | Vorige club     |
| --- | --------------- | ------------------ | ------------ | --------------- |
| ?   | Willie Overtoom | Nederland Kameroen | Middenvelder | Heracles Almelo |
| ?   | Jonas Heymans   | België             | Verdediger   | Lierse SK       |
| ?   | Aron Jóhannsson | IJsland            | Aanvaller    | Aarhus GF       |

### Uit
| No. | Naam            | Nationaliteit | Positie      | Volgende club |
| --- | --------------- | ------------- | ------------ | ------------- |
| ?   | Erik Falkenburg | Nederland     | Middenvelder | N.E.C. (huur) |
| ?   | Ruud Boymans    | Nederland     | Aanvaller    | N.E.C. (huur) |

## Feyenoord

### In
| No. | Naam           | Nationaliteit | Positie   | Vorige club              |
| --- | -------------- | ------------- | --------- | ------------------------ |
| 19  | Graziano Pellè | Italië        | Aanvaller | Parma FC, was al gehuurd |
| ?   | Kamil Miazek   | Polen         | Doelman   | GKS Bełchatów            |

### Uit
| No. | Naam              | Nationaliteit | Positie    | Volgende club                 |
| --- | ----------------- | ------------- | ---------- | ----------------------------- |
| -   | Emilio Samsey     | Nederland     | Verdediger | FC Oss                        |
| ?   | Kaj Ramsteijn     | Nederland     | Verdediger | VVV-Venlo (huur)              |
| ?   | Omar Elabdellaoui | Noorwegen     | Aanvaller  | Manchester City (was gehuurd) |

## FC Groningen

### In
| No. | Naam            | Nationaliteit | Positie      | Vorige club |
| --- | --------------- | ------------- | ------------ | ----------- |
| 23  | Rasmus Lindgren | Zweden        | Middenvelder | clubloos    |

### Uit
| No. | Naam           | Nationaliteit | Positie      | Volgende club              |
| --- | -------------- | ------------- | ------------ | -------------------------- |
| 3   | Jonas Ivens    | België        | Verdediger   | Waasland-Beveren, verhuurd |
| 5   | Emil Johansson | Zweden        | Verdediger   | Beerschot AC, verhuurd     |
| 24  | Tom Hiariej    | Nederland     | Middenvelder | FC Emmen, verhuurd         |
| -   | Jesse Renken   | Nederland     | Verdediger   | SC Veendam, verhuurd       |
| -   | Robby Holder   | Nederland     | Middenvelder | SC Veendam, verhuurd       |
| ?   | Matías Jones   | Uruguay       | Aanvaller    | FC Emmen (huur)            |
| ?   | Hyun Jun Suk   | Zuid-Korea    | Aanvaller    | Maritimo Funchal           |

## sc Heerenveen

### In
| No. | Naam                | Nationaliteit | Positie      | Vorige club    |
| --- | ------------------- | ------------- | ------------ | -------------- |
| ?   | Joey van den Berg   | Nederland     | Middenvelder | FC Zwolle      |
| ?   | Yassine El Ghanassy | België        | Aanvaller    | AA Gent (huur) |

### Uit
| No. | Naam                | Nationaliteit | Positie      | Volgende club        |
| --- | ------------------- | ------------- | ------------ | -------------------- |
| 5   | Youssef El Akchaoui | Nederland     | Verdediger   | Excelsior            |
| ?   | Arsenio Valpoort    | Nederland     | Aanvaller    | FC Zwolle (huur)     |
| ?   | Samir Fazli         | Macedonië     | Middenvelder | Helmond Sport (huur) |

## Heracles Almelo

### In
| No. | Naam              | Nationaliteit | Positie   | Vorige club                 |
| --- | ----------------- | ------------- | --------- | --------------------------- |
| 18  | Mathias Schamp    | België        | Aanvaller | KSV Oudenaarde              |
| ?   | Jaroslav Navrátil | Tsjechië      | Aanvaller | FK Viktoria Žižkov, gehuurd |

### Uit
| No. | Naam              | Nationaliteit      | Positie      | Volgende club  |
| --- | ----------------- | ------------------ | ------------ | -------------- |
| ?   | Samuel Armenteros | Zweden             | Aanvaller    | RSC Anderlecht |
| ?   | Willie Overtoom   | Nederland Kameroen | Middenvelder | AZ Alkmaar     |
| ?   | Luís Pedro        | Nederland          | Middenvelder | Botev Plovdiv  |

## NAC Breda

### In
| No. | Naam            | Nationaliteit | Positie   | Vorige club   |
| --- | --------------- | ------------- | --------- | ------------- |
| ?   | Rick ten Voorde | Nederland     | Aanvaller | N.E.C. (huur) |

### Uit
| No. | Naam           | Nationaliteit | Positie      | Volgende club |
| --- | -------------- | ------------- | ------------ | ------------- |
| ?   | Andreas Lasnik | Oostenrijk    | Middenvelder | clubloos      |

## NEC

### In
| No. | Naam                | Nationaliteit | Positie      | Vorige club                        |
| --- | ------------------- | ------------- | ------------ | ---------------------------------- |
| 19  | Victor Pálsson      | IJsland       | Middenvelder | New York Red Bulls, was al gehuurd |
| 32  | Karl-Johan Johnsson | Zweden        | Doelman      | Halmstads BK                       |
| 13  | Erik Falkenburg     | Nederland     | Middenvelder | AZ Alkmaar (huur)                  |
| 26  | Ruud Boymans        | Nederland     | Aanvaller    | AZ Alkmaar (huur)                  |
| 4   | Daan Bovenberg      | Nederland     | Verdediger   | FC Utrecht                         |

### Uit
| No. | Naam            | Nationaliteit | Positie   | Volgende club    |
| --- | --------------- | ------------- | --------- | ---------------- |
| 26  | Joshua Smits    | Nederland     | Doelman   | FC Oss, verhuurd |
| ?   | Rick ten Voorde | Nederland     | Aanvaller | NAC Breda (huur) |

## PEC Zwolle

### In
| No. | Naam                   | Nationaliteit | Positie      | Vorige club          |
| --- | ---------------------- | ------------- | ------------ | -------------------- |
| ?   | Arsenio Valpoort       | Nederland     | Aanvaller    | sc Heerenveen (huur) |
| ?   | Maikel van der Werff   | Nederland     | Verdediger   | FC Volendam          |
| ?   | Mateusz Klich          | Polen         | Aanvaller    | VfL Wolfsburg        |
| ?   | Rúnar Már Sigurjónsson | IJsland       | Middenvelder | Valur Reykjavík      |

### Uit
| No. | Naam              | Nationaliteit | Positie      | Volgende club |
| --- | ----------------- | ------------- | ------------ | ------------- |
| ?   | Joey van den Berg | Nederland     | Middenvelder | sc Heerenveen |

## PSV

### In
| No. | Naam            | Nationaliteit | Positie      | Vorige club |
| --- | --------------- | ------------- | ------------ | ----------- |
| 27  | Oscar Hiljemark | Zweden        | Middenvelder | IF Elfsborg |

### Uit
| No. | Naam              | Nationaliteit | Positie    | Volgende club     |
| --- | ----------------- | ------------- | ---------- | ----------------- |
| 31  | Ruud Swinkels     | Nederland     | Doelman    | geen club         |
| -   | Passeka Kargbo    | Sierra Leone  | Aanvaller  | Halesowen Town FC |
| ?   | Stef Nijland      | Nederland     | Aanvaller  | Brisbane Roar FC  |
| ?   | Stanislav Manolev | Bulgarije     | Verdediger | Fulham (huur)     |

## RKC Waalwijk

### In
| No. | Naam         | Nationaliteit | Positie      | Vorige club      |
| --- | ------------ | ------------- | ------------ | ---------------- |
| ?   | Dennis Lemke | Duitsland     | Middenvelder | SV Babelsberg 03 |

## Roda JC

### In
| No. | Naam            | Nationaliteit         | Positie      | Vorige club                   |
| --- | --------------- | --------------------- | ------------ | ----------------------------- |
| ?   | Roly Bonevacia  | Nederland             | Middenvelder | AFC Ajax, gehuurd             |
| ?   | Adnan Šećerović | Bosnië en Herzegovina | Middenvelder | Fortuna Sittard, was verhuurd |
| ?   | Frank Demouge   | Nederland             | Aanvaller    | AFC Bournemouth, gehuurd      |

### Uit
| No. | Naam        | Nationaliteit | Positie    | Volgende club |
| --- | ----------- | ------------- | ---------- | ------------- |
| ?   | Tamás Kádár | Hongarije     | Verdediger | Diosgyori VTK |

## FC Twente

### Uit
| No. | Naam           | Nationaliteit | Positie      | Volgende club                   |
| --- | -------------- | ------------- | ------------ | ------------------------------- |
| 18  | Dedryck Boyata | België        | Verdediger   | Manchester City FC, was gehuurd |
| -   | Chris David    | Nederland     | Middenvelder | Fulham FC                       |
| -   | Theo Vogelsang | Duitsland     | Aanvaller    | Kickers Offenbach               |
| ?   | Tim Cornelisse | Nederland     | Verdediger   | Willem II, verhuurd             |
| ?   | Nicky Kuiper   | Nederland     | Verdediger   | Panathinaikos FC (huur)         |

## FC Utrecht

### In
| No. | Naam           | Nationaliteit | Positie   | Vorige club  |
| --- | -------------- | ------------- | --------- | ------------ |
| 22  | Jens Toornstra | Nederland     | Middeveld | ADO Den Haag |

### Uit
| No. | Naam             | Nationaliteit | Positie    | Volgende club  |
| --- | ---------------- | ------------- | ---------- | -------------- |
| ?   | Alexander Gerndt | Zweden        | Aanvaller  | BSC Young Boys |
| ?   | Daan Bovenberg   | Nederland     | Verdediger | N.E.C.         |

## Vitesse

### Uit
| No. | Naam                 | Nationaliteit | Positie      | Volgende club                |
| --- | -------------------- | ------------- | ------------ | ---------------------------- |
| 11  | Giorgi Chanturia     | Georgië       | Aanvaller    | Alania Vladikavkaz, verhuurd |
| 7   | Nicky Hofs           | Nederland     | Middenvelder | Willem II, verhuurd          |
| 21  | Marko Meerits        | Estland       | Doelman      | FC Flora Tallinn, verhuurd   |
| 34  | Sander van de Streek | Nederland     | Middenvelder | FC Flora Tallinn, verhuurd   |

## VVV-Venlo

### In
| No. | Naam          | Nationaliteit | Positie    | Vorige club      |
| --- | ------------- | ------------- | ---------- | ---------------- |
| ?   | Kaj Ramsteijn | Nederland     | Verdediger | Feyenoord (huur) |

### Uit
| No. | Naam           | Nationaliteit | Positie      | Volgende club           |
| --- | -------------- | ------------- | ------------ | ----------------------- |
| 8   | Marcel Meeuwis | Nederland     | Middenvelder | geen club               |
| 20  | Matheus        | Brazilië      | Verdediger   | geen club               |
| 31  | Roy Heesen     | Nederland     | Verdediger   | Helmond Sport, verhuurd |

## Willem II

### In
| No. | Naam           | Nationaliteit | Positie      | Vorige club        |
| --- | -------------- | ------------- | ------------ | ------------------ |
| 13  | Tim Cornelisse | Nederland     | Verdediger   | FC Twente, gehuurd |
| 30  | Nicky Hofs     | Nederland     | Middenvelder | Vitesse, gehuurd   |

### Uit
| No. | Naam           | Nationaliteit | Positie      | Volgende club |
| --- | -------------- | ------------- | ------------ | ------------- |
| -   | Alexander Maes | België        | Middenvelder | Lommel United |

2007/08 (zomer · winter) · 
2008/09 (zomer · winter) · 
2009/10 (zomer · winter) · 
2010/11 (zomer · winter) · 
2011/12 (zomer · winter) · 
2012/13 (zomer · winter) · 
2013/14 (zomer · winter) · 
2014/15 (zomer · winter) · 
2015/16 (zomer · winter) · 
2016/17 (zomer · winter) ·
2017/18 (zomer · winter) ·
2018/19 (zomer · winter) ·
2019/20 (zomer · winter) ·
2020/21 (zomer · winter) ·
2021/22 (zomer · winter) ·
2022/23 (zomer · winter) ·
2023/24 (zomer · winter) ·
2024/25 (zomer · winter) ·